# Фоккер, Антон
Антон Герман Герард (Энтони) Фо́ккер (нидерл. Anton Herman Gerard "Anthony" Fokker; 6 апреля 1890 года, Кедири, Голландская Ост-Индия — 23 декабря 1939 года, Нью-Йорк, США) — нидерландский авиаконструктор.

## Биография
Родился в 1890 году на острове Ява в семье кофейного плантатора Хермана Фоккера и его жены, Йоханны Димонт. Он был вторым ребёнком в семье из двух детей; у него была старшая сестра, Катарина Якоба. В 1895 году Антон вместе с семьёй переехал в Харлем (Нидерланды). Ещё в детстве увлёкся техникой, изготавливая модели поездов с миниатюрными двигателями. В 1908 разработал непрокалываемую пружинную «шину» для автомобильного колеса. Однако когда Фоккер попытался запатентовать свою разработку, оказалось, что подобная конструкция уже была запатентована другим человеком.
В 1908 Фоккер увидел показательный полёт Уилбура Райта, и его интерес переключился на самолёты. Свой первый самолёт Фоккер создал в 1911 году.
В 1912 Фоккер поселился около Берлина. В 1913 году Фоккер основал близ Шверина (Германия) авиационный завод. Компания Фоккера получила название «Fokker Flugzeugwerke GmbH», впоследствии сокращённое до «Fokker Werke GmbH».
Во время Первой мировой войны Фоккер строил самолёты для германской армии, оснащённые полноценным синхронизатором стрельбы. Их успешное применение породило даже специальный термин — «бич Фоккера».
В 1919, после подписания Версальского мирного договора, по которому Германии запрещалось иметь ВВС и авиапромышленность, Фоккер переехал из Германии в Амстердам.
В 1920-е годы Фоккер переехал в США, где основал отделение своей фирмы. Компания Фоккера стала одним из ведущих производителей гражданских самолётов в мире. В 1926 году на самолёте Фоккер F-VII/Зm американские лётчики Ричард Верд и Ф. Беннетт впервые перелетели через Северный полюс. А в 1928 г. австралийский экипаж под руководством Ч. Кингсфорд-Смита на F-VII/Зm «Южный крест» совершил первый в истории перелёт через Тихий океан из Сан-Франциско в Австралию.
Антон Фоккер первым построил четырёхмоторный пассажирский самолёт — F-32 (1929 год), который мог перевозить 32 пассажира. В конце 1920-х годов «Фоккеры» составляли свыше 40 % самолётного парка американских авиакомпаний.
Скончался «Энтони» в 1939 году в Нью-Йорке от менингита.

## Личная жизнь
Был дважды женат. Первый брак (1919) закончился разводом в 1923 г. Супруга во втором браке (1927) погибла в 1929 г., выпав из окна гостиницы. Как во время браков, так и после них Фоккер имел многочисленные романы.